# Benedictus (Cantico di Zaccaria)

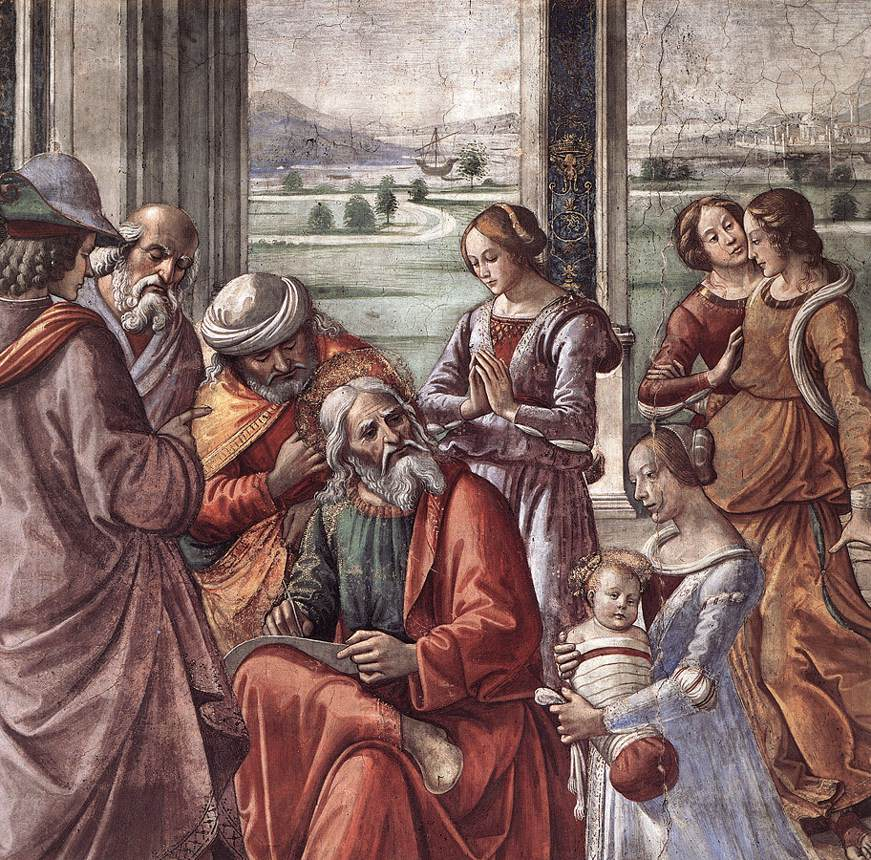
Domenico Ghirlandaio, Zaccaria scrive il nome del suo figlio. Affresco Cappella Tornabuoni, Santa Maria Novella, a Firenze.

Il Benedictus è un cantico contenuto nel primo capitolo del Vangelo secondo Luca con il quale Zaccaria loda e ringrazia Dio perché nella sua fedeltà ha salvato il suo popolo. Per questo è conosciuto anche come Cantico di Zaccaria.
Il cantico (Luca 1,68-79) è scritto nell'originale in greco come tutto il Vangelo di Luca. Il suo nome deriva dalla prima parola della traduzione latina (Benedictus Dominus, Deus Israel).
Il Benedictus è il cantico evangelico cantato quotidianamente alle Lodi Mattutine, nella Liturgia delle Ore. 

## Contesto

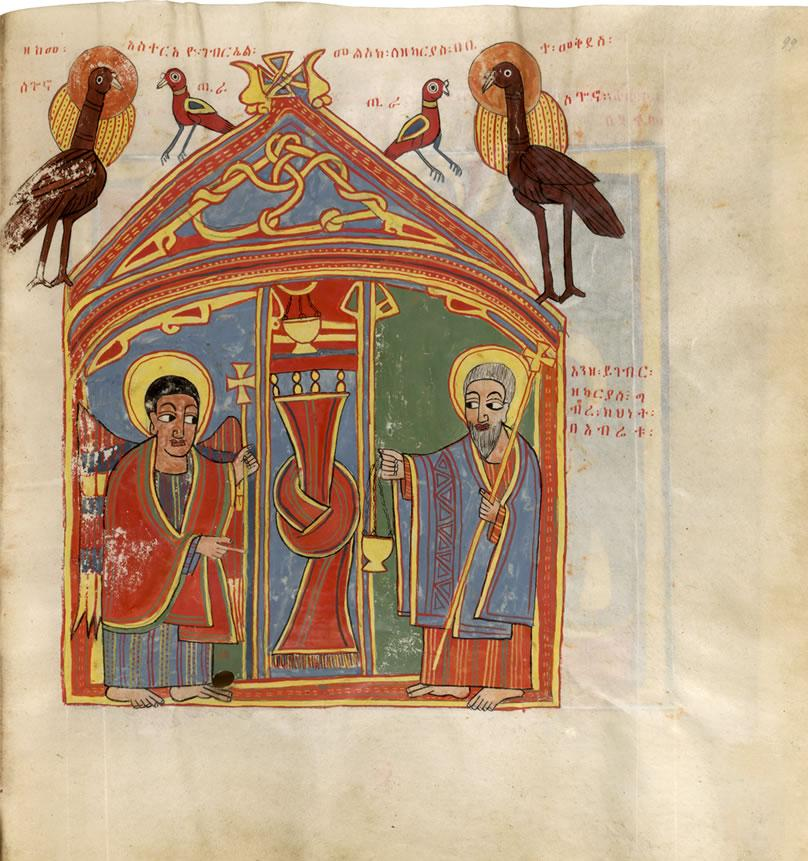
L'annunciazione di Zaccaria. Bibbia etiope del XVII secolo.

Secondo la narrazione del Vangelo di Luca, il sacerdote Zaccaria della classe sacerdotale di Abia riceve la visita dell'Arcangelo Gabriele durante il servizio nel tempio; in tale occasione gli viene profetizzata la nascita di un figlio, Giovanni, indicato come Precursore del Messia già nell'Antico Testamento (Isaia 40, 3-5)
Mostrando incredulità, a causa dell'età avanzata della moglie Elisabetta, Zaccaria viene però reso muto dall'angelo e riacquista l'uso della voce solo dopo aver confermato, scrivendo su una tavoletta, che il nome del figlio avrebbe dovuto essere Giovanni. Zaccaria intona quindi un canto di lode e ringraziamento Dio, che ha «visitato e redento il suo popolo».

## Contenuto
Il cantico costituisce sostanzialmente una lode a Dio, che ha mantenuto la sua alleanza nei confronti di Israele suscitando «nella casa di Davide» un Salvatore (Gesù Cristo).
Il passo 1,76-77 è invece una profezia (Zaccaria stesso è detto «profetare» all'inizio del cantico) riferita a Giovanni Battista, chiamato «profeta dell'Altissimo» perché andrà a «preparare le vie» al Cristo.

## Testo originale

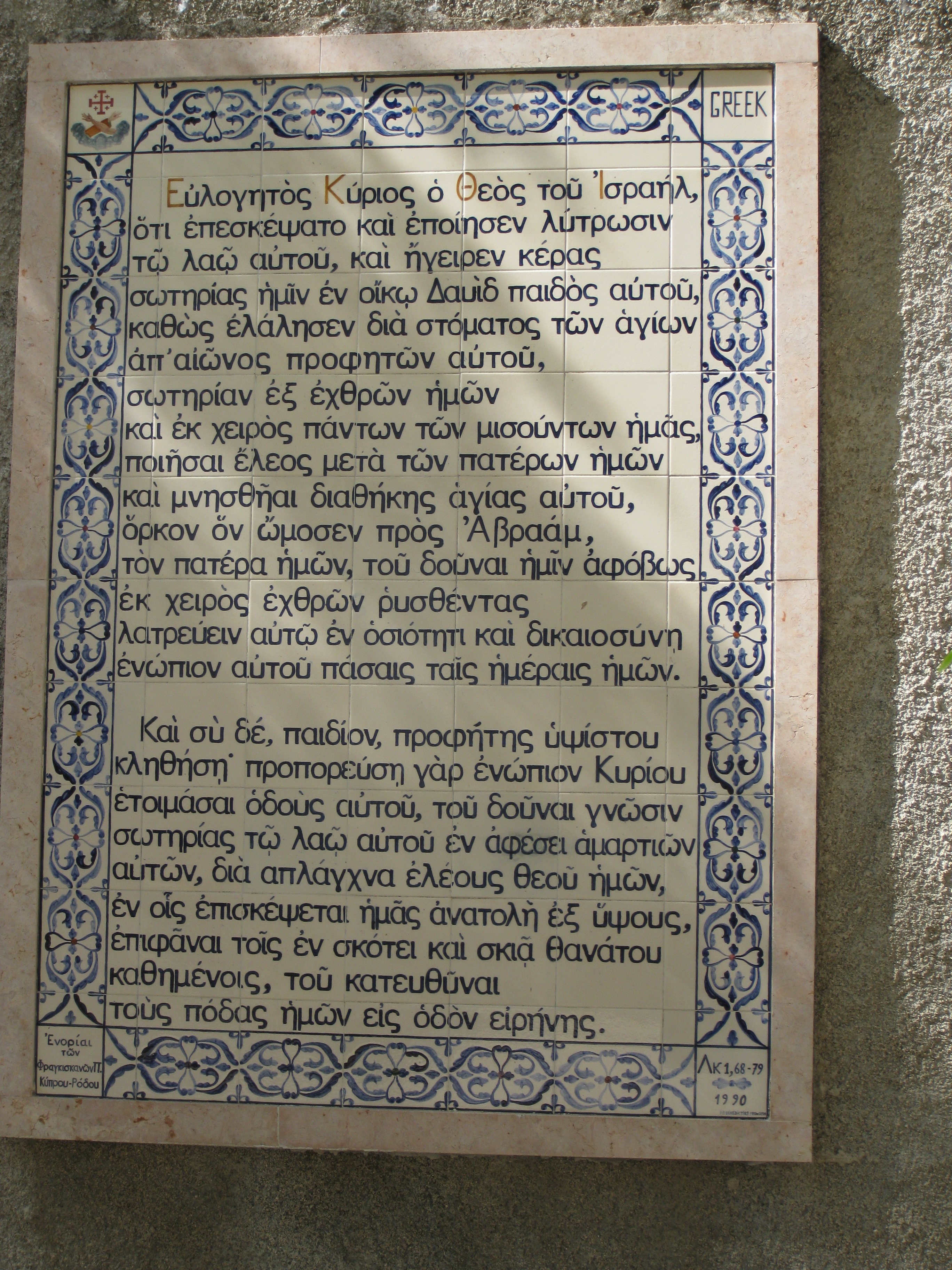
Lapide riportante il testo del cantico di Zaccaria.

Εὐλογητὸς κύριος ὁ θεὸς τοῦ Ἰσραήλ,
ὅτι ἐπεσκέψατο καὶ ἐποίησεν λύτρωσιν τῷ λαῷ αὐτοῦ,
καὶ ἤγειρεν κέρας σωτηρίας ἡμῖν
ἐν οἴκῳ Δαυὶδ παιδὸς αὐτοῦ,
καθὼς ἐλάλησεν διὰ στόματος τῶν ἁγίων ἀπ' αἰῶνος προφητῶν αὐτοῦ,
σωτηρίαν ἐξ ἐχθρῶν ἡμῶν καὶ ἐκ χειρὸς πάντων τῶν μισούντων ἡμᾶς·
ποιῆσαι ἔλεος μετὰ τῶν πατέρων ἡμῶν
καὶ μνησθῆναι διαθήκης ἁγίας αὐτοῦ,
ὅρκον ὃν ὤμοσεν πρὸς Ἀβραὰμ τὸν πατέρα ἡμῶν,
τοῦ δοῦναι ἡμῖν ἀφόβως ἐκ χειρὸς ἐχθρῶν ῥυσθέντας
λατρεύειν αὐτῷ ἐν ὁσιότητι καὶ δικαιοσύνῃ
ἐνώπιον αὐτοῦ πάσαις ταῖς ἡμέραις ἡμῶν.
Καὶ σὺ δέ, παιδίον, προφήτης ὑψίστου κληθήσῃ,
προπορεύσῃ γὰρ ἐνώπιον κυρίου ἑτοιμάσαι ὁδοὺς αὐτοῦ,
τοῦ δοῦναι γνῶσιν σωτηρίας τῷ λαῷ αὐτοῦ
ἐν ἀφέσει ἁμαρτιῶν αὐτῶν,
διὰ σπλάγχνα ἐλέους θεοῦ ἡμῶν,
ἐν οἷς ἐπισκέψεται ἡμᾶς ἀνατολὴ ἐξ ὕψους,
ἐπιφᾶναι τοῖς ἐν σκότει καὶ σκιᾷ θανάτου καθημένοις,
τοῦ κατευθῦναι τοὺς πόδας ἡμῶν εἰς ὁδὸν εἰρήνης.

## Traduzioni

### Latino
Benedictus Dominus, Deus Israel,*
quia visitavit et fecit redemptionem plebis suae
et erexit cornu salutis nobis*
in domo David pueri sui,
sicut locutus est per os sanctorum,*
qui a saeculo sunt, prophetarum eius,
salutem ex inimicis nostris*
et de manu omnium, qui oderunt nos;
ad faciendam misericordiam cum patribus nostris*
et memorari testamenti sui sancti,
iusiurandum, quod iuravit ad Abraham patrem nostrum, daturum se nobis,*
ut sine timore, de manu inimicorum nostrorum liberati, serviamus illi
in sanctitate et iustitia coram ipso*
omnibus diebus nostris.
Et tu, puer, propheta Altissimi vocaberis:*
praeibis enim ante faciem Domini parare vias eius,
ad dandam scientiam salutis plebi eius*
in remissionem peccatorum eorum,
per viscera misericordiae Dei nostri,*
in quibus visitabit nos Oriens ex alto,
illuminare his, qui in tenebris et in umbra mortis sedent,*
ad dirigendos pedes nostros in viam pacis.

### Italiano
Benedetto il Signore, Dio di Israele,*
perché ha visitato e redento il suo popolo,
e ha suscitato per noi una salvezza potente*
nella casa di Davide, suo servo,
come aveva promesso*
per bocca dei suoi santi profeti di un tempo:
salvezza dai nostri nemici*
e dalle mani di quanti ci odiano.
Così Egli ha concesso misericordia ai nostri padri*
e si è ricordato della sua Santa Alleanza,
del giuramento fatto ad Abramo, nostro padre,*
di concederci, liberati dalle mani dei nemici,
di servirlo senza timore, in santità e giustizia*
al suo cospetto, per tutti i nostri giorni.
E tu, bambino, sarai chiamato profeta dell'Altissimo,*
perché andrai innanzi al Signore a preparargli le strade,
per dare al suo popolo la conoscenza della salvezza*
nella remissione dei suoi peccati,
grazie alla bontà misericordiosa del nostro Dio,*
per cui verrà a visitarci dall'alto un sole che sorge,
per rischiarare quelli che stanno nelle tenebre*
e nell'ombra della morte
e dirigere i nostri passi*
sulla via della pace.